# Blepharodon ulei
Blepharodon ulei är en oleanderväxtart som beskrevs av Rudolf Schlechter. Blepharodon ulei ingår i släktet Blepharodon och familjen oleanderväxter. Inga underarter finns listade i Catalogue of Life.